# Привід (пристрій)

При́від, при́вод, силовий привод, рульовий привод [автомобіля] (англ. drive, нім. Antrieb m, Trieb m, Triebwerk n, Steuerung f, Umsteuerung f) — пристрій, що надає руху якій-небудь машині, механізму для приведення в дію різних технологічних машин за допомогою двигуна, стисненого повітря, рідини тощо.

## Термін
Українськими словниками XIX — початку XX ст. засвідчене однокореневе привід, що вживалося в значенні «провід, керівництво» або «причина», деякі письменники того часу вживали його в значенні «при́клад», «притулок».
«Словник технічної термінології» під редакцією І. Шелудька і Т. Садовського в 1928 р. запропонував для перекладу рос. привод слово повідня́, яким, згідно зі Словарем української мови Б. Д. Грінченка, наприкінці XIX — початку XX ст. називався важіль у стельмаському пристрої для згинання колісних ободів: до нього кріпили заготівку обода, вставляли у вухо обертового пенька і приводили в круговий рух силою коней чи волів. Для позначення кінного привода Словником Шелудька і Садовського запропоновано слово кера́т (пізніше вживалося написання ки́ра́т).
Укладений у 1970-х рр. СУМ-11 наводить як технічний термін тільки привод, у ВТССУМ поряд з привод у цьому значенні подане також і привід, у «Російсько-українському політехнічному словнику» 2013 р. російський термін привод перекладається як повідня́, по́гін, тягло́, по́від.
ДСТУ 3321:2003 установлює для використання в технічній та нормативній документації термін урухомник, де під урухомником слід розуміти механізм чи сукупність механізмів, призначених щоб урухомлювати машини чи механізми. Стандарт ДСТУ 2313-93 рекомендує термін привід та електропривід.
Фаховий термін «привод» походить від «Приводити в дію (в рух): примушувати рухатися, працювати (агрегат, верстат, машину і т. ін.)».

## Класифікація
- В електротехніці привід — пристрій для приведення до дії будь-якої машини, механізму або комутаційних апаратів:
  - гальмівний привід — сукупність пристроїв гальмівної системи, які забезпечують передавання енергії від її джерела до гальмівних механізмів.
  - привід машини — система, що складається з двигуна та пов'язаних з ним пристроїв, для пересування одного чи кількох твердих тіл.
- За використовуваною енергією розрізняють приводи:
  - механічний (зубчаста, фрикційна, ланцюгова, пасова передача, цівкова передача),
  - гідравлічний,
  - пневматичний.
  - електричний.
- За характером розподілу енергії, механічний привід буває:
- трансмісійний,
  - груповий,
  - одинарний (індивідуальний).
- За кількістю двигунів привід можна поділити на однодвигунний та багатодвигунний. Однодвигунний привід є найпоширенішим. Це використання в приводі машини з одним робочим органом одного двигуна. Багатодвигунний привід широко застосовується у тих машинах, що споживають значну потужність або мають декілька робочих органів. У багатьох випадках кожен із робочих органів, залежно від виконуваної роботи, може приводитись у дію різними за видом підведеної енергії двигунами.
- Додатково можна виділити такий вид привода, як взаємопов'язаний, що складається з двох або більше двигунів, котрі забезпечують виконання одного механічного руху виконавчим механізмом окремими робочими органами машини (наприклад, привід конвеєрної стрічки, ескалатор тощо). Для синхронізації руху двигунів взаємозв'язаних приводів слід використовувати спеціальні схеми зв'язку за потоками первинної енергії. Якщо це електричні приводи, то подібні схеми зв'язку будують за системою електричного вала.
- За способом передачі руху від двигуна до виконавчого механізму, розрізняють приводи прямої дії (безредукторні) і приводи з передавальними механізмами, які призначені для узгодження параметрів руху валу двигуна з параметрами руху ведучої ланки виконувального механізму.

У гірничій справі, використовують практично всі види приводів, найчастіше — електропривід.
В електротехніці, насамперед, застосовують пневматичні, пружинні або електромагнітні приводи.

### Мускульний привід
- Ножний привод
- Кінний привод

### Привід автомобіля
В автомобільній техніці приводом називається система, що складається двигуна і пристроїв для передавання крутного моменту на колеса. Залежно від конструкції розрізняють такі типи приводів:
- Передній привод — передача на передні колеса.
- Задній привод — передача на задні колеса.
- Повний привод — передача на всі колеса.

## Початкові дані для розробки силового приводу
Для розробки силового приводу технологічної машини необхідно мати такі початкові дані:
- повне уявлення про технологічний процес, що виконується;
- оптимальні режими технологічного процесу;
- можливий діапазон зміни технологічних режимів;
- креслення початкової заготовки або опис сировини, яку переробляють;
- фізико-механічні показники матеріалу заготовки або сировини, яку переробляють;
- вид технологічного процесу (апаратний чи машинний);
- навколишнє середовище;
- фізико-хімічні параметри навколишнього середовища;
- конструкція виконавчого механізму;
- опис робочого органа;
- силові умови навантаження робочого органа, тобто вихідної ланки виконавчого механізму, у часі або залежно від узагальненої координати (графік навантаження);
- фізико-механічні параметри деталі або напівфабрикату, отримані в процесі обробки;
- фізико-хімічні умови навантаження робочого органа (температура, тиск, вологість, вібрації, випромінення і т. д.);
- вплив технологічного процесу на оператора та довкілля;
- інтенсивність навантаження оператора під час виконання технологічного процесу;
- ергономічні та естетичні умови роботи оператора;
- режим роботи приводу (тривалий, короткочасний, повторно-короткочасний);
- сумісність усталеного (статичного) і динамічного навантаження робочого органа під час перехідних процесів;
- кінематичні умови експлуатації технологічної машини;
- категорія розміщення технологічної машини під час експлуатації;
- можливість застосовувати технологічні машини на інших виробництвах;
- можливість модернізувати технологічні машини під час фізичного та морального старіння;
- здатність розширити технологічні можливості машини у майбутньому під час удосконалення технологічних процесів.